# Milan Martić
Milan Martić (v srbské cyrilici Милан Мартић; * 18. listopadu 1954, Žargović poblíž Kninu, Jugoslávie) je bývalý srbský politik Republiky srbská krajina během Chorvatské války za nezávislost. V letech 1994 až 1995 zastával post prezidenta mezinárodně neuznané republiky.
V roce 2007 byl odsouzen Mezinárodním tribunálem v Haagu za válečné zločiny.
Martić vystudoval vyšší policejní školu v Záhřebu a poté pracoval jako policista ve městě Šibenik (dnes Chorvatsko). Později byl policejním inspektorem v Kninu. Ještě před vypuknutím války se stal ředitelem policejní stanice v témže městě.
V roce 1990 stanul v čele srbských ozbrojených sil na území Srby obývaných částí Chorvatska (tzv. Vojenské hranice). Tyto síly byly známy také pod názvem Martićeva policie.
V letech 1991 až do srpna 1995 zastával Martić několik různých postů ve vládě Republiky Srbská Krajina; byl ministrem obrany, zástupcem velitele teritoriální obrany, ministr vnitra a v roce 1994 se stal prezidentem RSK.
V roce 2002 se vydal mezinárodnímu tribunálu v Haagu, který jej již dříve obžaloval z válečných zločinů.
V roce 2007 byl odsouzen na 35 let vězení; v roce 2008 byl v odvolacím řízení tento rozsudek potvrzen. Výkon trestu si odpykává ve vězení v Estonsku.